# Jože Ulčar
Jože Ulčar, slovenski profesor matematike, * 4. april 1915, Bled, † 16. januar 1967, Skopje. 

## Življenje in delo
Osnovno šolo je obiskoval na Bledu (1921–1926), gimnazijo v Kranju (1926-1934), nato je študiral naravoslovje na ljubljanski Filozofski fakulteti in 1938 diplomiral. Leta 1942 je opravil profesorski izpit v Sofiji. Služboval je kot honorarni predavatelj matematike na gimnaziji v Murski Soboti (1938-1939), potem je bil premeščen v Makedonijo kot suplent na gimnazijo v Strumico (1939-1940), v Prizren (1940-1941), med okupacijo je bil učitelj matematike na srednji trgovski šoli v Bitoli; ves čas je sodeloval v NOB Makedonije.
Po osvoboditvi je bil imenovan v Bitoli za direktorja gimnazije, kmalu nato postal (do 1946) profesor na gimnaziji Josip Broz Tito v Skopju. Ob ustanovitvi Filozofske fakultete v Skopju leta 1946 je bil izvoljen za predavatelja, 1954 za izrednega, 1959 pa za rednega profesorja naravoslovno-matematične fakultete v Skopju. Med 1963–1965 je bil tu tudi prorektor. 
Bil je član Društva matematikov SR Makedonije (tudi njegov tajnik, podpredsednik in predsednik), komisije za študijske programe matematike na visokih šolah v okviru Zveze društev matematikov ter predsednik komisije za profesorske izpite iz matematike. Kot poznavalec makedonskega jezika je veliko prispeval k izdelavi strokovne terminologije. 
Ukvarjal se je z analitično matematiko, geometrijo, algebro, diferencialnim in integralnim računom, diferencialno ter projektivno in načrtno geometrijo. V makedonskem in srbohrvaškem jeziku je napisal več učbenikov, številne razprave o teoriji mejnih vrednosti, geometrijskih konstrukcijah in grafičnih metodah, enodimenzionalnih kompleksih in vektorjih, ki so bile objavljene v zbornikih filozofske in naravoslovne fakultete Univerze v Skopju (1949–1960), v biltenih Društva matematikov in fizikov SR Makedonije (1950–1961) ter beograjski Matematični biblioteki (1961–1963).

## Odlikovanja
- red dela z zlatim vencem
- red zaslug za ljudstvo s srebrnim vencem